# 전봉현
전봉현(1986년 7월 10일 ~)은 대한민국의 탤런트다. 2011년 tvN드라마 '꽃미남 라면가게'로 데뷔했다.

## 방송
- 꽃미남 라면가게 (2011)
- 우와한 녀 (2013)
- 마스터셰프 코리아 3 (2014) - 10위

## 영화
- 다세포 소녀 (2006) - 뜬금 요들밴드 역
- 비정한 도시 (2012) - 우빈 역

## 공연
- 칼로막베스
- 들소의 달